# Sophie Drolet
Sophie Drolet est l'entraîneuse-chef de l'équipe féminine de soccer les Citadins de l'UQAM de 2003 à 2012.

## Biographie
Parmi ses expériences significatives, elle compte trois ans comme adjointe-entraîneuse pour l'équipe de première division NCAA de l'Université du Texas à El Paso (UTEP), une année comme entraîneuse-chef à l'UQTR ainsi que plusieurs années pour le Collège régional Champlain de Saint-Lambert et de Lennoxville. De plus, elle a été adjointe à l'entraîneur de l'Équipe Canada à la Coupe du monde des moins de 19 ans en 2002 où son équipe a d'ailleurs terminé deuxième.
De 2003 à 2012, Sophie Drolet est à la barre de l'équipe féminine de soccer des Citadins. Cette expérience vient s'ajouter à une carrière de plus de vingt années à titre d'entraîneuse de soccer. En plus d'entraîner les Citadins, Sophie Drolet est à l'emploi du Sport-Études de Repentigny et responsable de la formation d'entraîneurs. Depuis 1997, elle dirige les équipes du Québec de soccer, U16 et U17.

## Palmarès à titre de joueuse
- Championne marqueuse au Québec en 1986 et de 1988 à 1992[2]
- Élue sur la première équipe d'étoile canadienne et nommée recrue de l'année en 1988